# Liste der französischen Präsidentschaftswahlen (3. Republik)
In der französischen 3. Republik wurden 15 Wahlen zum Präsidenten der Republik durchgeführt. Alle Wahlen fanden in der Nationalversammlung statt. Die Nationalversammlung (Assemblé nationale) wurde aus den Mitgliedern der Chambre des députés und des Sénat gebildet. Für die Wahl war die absolute Mehrheit erforderlich. Der erste Präsident, Adolphe Thiers, war per Dekret ernannt worden.
| Datum                  | Wahlgänge | Präsident                                                            | Gegenkandidaten (in Klammern 1. Durchgang, falls mehrere Wahlgänge) |
| ---------------------- | --------- | -------------------------------------------------------------------- | --- |
| 24. Mai 1873           | 1         | Patrice de Mac Mahon (Légitimiste) 99,76 %                           | Jules Grévy (Républicains modérés) 0,26 % |
| 30. Januar 1879        | 1         | Jules Grévy (Républicains modérés) 84,03 %                           | Alfred Chanzy (Militaire) 14,78 Léon Gambetta (Union républicaine) 0,75 % Paul de Ladmirault (Militaire) 0,15 % Henri d’Orléans (Orléaniste) 0,15 % Gaston de Galliffet (Militaire) 0,15 % |
| 28. Dezember 1885      | 1         | Jules Grévy (Républicains modérés) 79,34 %                           | Henri Brisson (Union républicaine) 11,81 % Charles de Freycinet (Républicains modérés) 1,74 % Anatole de La Forge (Gauche radicale) 1,74 % weitere Kandidaten 4,69 % |
| 3. Dezember 1887       | 2         | Marie François Sadi Carnot (Républicains modérés) 74,49 % (35, 69 %) | Félix Gustave Saussier (Républicain conservateur) 22,73 % (17,43 %) Jules Ferry (Union démocratique) 1,33 % (24,97 %) Charles de Freycinet (Républicains modérés) 0,60 % (8,95 %) Henri Brisson (Union républicaine) - (3,06 %) Charles Floquet (Gauche radicale) 0,12 % (0,59 %) Anatole de La Forge (Gauche radicale) - (0,24 %) Félix Pyat (Extrême gauche) 0,12 % (0,24 %) Louis Pasteur (unabhängig) - (0,24 %) Eugène Spuller (Républicains modérés) - (0,12 %)                          |
| 27. Juni 1894          | 1         | Jean Casimir-Perier (Républicain opportuniste) 53,37 %               | Henri Brisson (Républicain radical) 23,08 % Charles Dupuy (Républicains de gouvernement) 11,48 % Victor Février (Militaire conservateur) 6,27 % Emmanuel Arago (Républicain radical) 3,20 % weitere Kandidaten 2,60 % |
| 17. Januar 1895        | 2         | Félix Faure (Républicain progressiste) 53,75 % (31,00 %)             | Henri Brisson (Union républicaine) 45,13 % (42,95 %) Pierre Waldeck-Rousseau (Républicain progressiste) - (23,38 %) weitere Kandidaten 2,67 % (1,13 %) |
| 18. Februar 1899       | 1         | Émile Loubet (Alliance démocratique) 59,48 %                         | Jules Méline (Républicain progressiste) 34,36 % Godefroy Cavaignac (Parti nationaliste / Groupe de la Défense nationale) 2,83 % Paul Deschanel (Républicain progressiste) 1,23 % Charles Dupuy (Républicain progressiste) 0,98 % Parfait-Louis Monteil (Parti nationaliste) 0,49 % Henri Rochefort (Parti nationaliste) 0,25 % Albert Baduel (Gauche démocratique) 0,12 % Albert de Mun (Légitimiste - Ligue de la patrie française) 0,12 % Louis Charles Tillaye (Gauche républicaine) 0,12 % |
| 16./17. Januar 1906    | 1         | Armand Fallières (Alliance démocratique) 52,95 %                     | Paul Doumer (Parti républicain, radical et radical-socialiste) 43,75 % weitere Kandidaten 3,30 % |
| 16./17. Januar 1913    | 2         | Raymond Poincaré (Alliance démocratique) 56,23 % (49,48 %)           | Jules Pams (Parti radical) 34,46 % (37,72 %) Édouard Vaillant (SFIO) 8,03 % (7,27 %) Alexandre Ribot (Fédération républicaine) 1,28 % (5,54 %) |
| 16/.17. Januar 1920    | 1         | Paul Deschanel (Alliance démocratique) 84,56 %                       | Georges Clemenceau (Radical indépendant, keine offizielle Kandidatur) 6,11 % weitere Kandidaten 9,33 % |
| 22./23. September 1920 | 1         | Alexandre Millerand (unabhängig) 88,42 %                             | Gustave Delory (SFIO) 8,78 % Gaston Doumergue (Parti radical) 2,80 % |
| 12./13. Juni 1924      | 1         | Gaston Doumergue (Parti radical) 60,38 %                             | Paul Painlevé (Parti républicain-socialiste) 36,23 % Zéphirin Camélinat (Parti communiste français\|SFIC) 2,46 % Charles Jonnart (Alliance démocratique) 0,94 % |
| 13. Mai 1931           | 2         | Paul Doumer (unabhängig) 57,08 % (49,28 %)                           | Aristide Briand (44,70 %) Pierre Marraud (Parti radical) 40,43 % Louis Barthou (Alliance démocratique) 2,49 % (4,90 %) Marcel Cachin (SFIC) 1,25 % (1,11 %) |
| 10. Mai 1932           | 1         | Albert Lebrun (Alliance démocratique) 81,47 %                        | Paul Faure (SFIO) 14,67 % Paul Painlevé (Parti républicain-socialiste, keine offizielle Kandidatur) 1,54 % Marcel Cachin (SFIC) 1,03 % weitere Kandidaten 1,29 % |
| 5. April 1939          | 1         | Albert Lebrun (Alliance démocratique) 55,97 %                        | Albert Bedouce (SFIO) 16,70 % Marcel Cachin (SFIC) 8,19 % Édouard Herriot (Parti radical, keine offizielle Kandidatur) 5,86 % Justin Godart (Parti radical) 5,53 % Fernand Bouisson (unabhängig, keine offizielle Kandidatur) 1,77 % François Piétri (Alliance démocratique, keine offizielle Kandidatur) 1,11 % weitere Kandidaten 4,87 % |